# Omni处理器
Omni处理器（英語：Omni-Processor）是比爾和梅林達蓋茨基金會提出的一個名稱，用於在發展中國家處理糞便污泥和人類排泄物、水的混合物的一組物理学，生物学或化學處理過程。其中一個主要处理目標是去除病原體以阻止糞便污泥傳播疾病。該術語由比爾和梅林達蓋茨基金會2012年水，環境衛生和個人衛生項目創建。它不是某種特定產品或技術的商標。目前，一些研究團隊正在開發各種類型的全向處理器，並由該基金會提供資金。Omni處理器可採用的技術實例包括燃燒，超臨界水氧化和熱解。
Omni處理器必須滿足以下基本標準：簡單且適應性強的“獨立”技術，無需電力、水和下水道等廣泛的基礎設施。